# ヴィースタール
ヴィースタール (ドイツ語: Wiesthal) は、ドイツ連邦共和国バイエルン州ウンターフランケン行政管区のマイン＝シュペッサルト郡に属す町村（以下、本項では便宜上「町」と記述する）である。この町はパルテンシュタイン行政共同体に加盟している。

## 地理

### 位置
ヴィースタールは、マイン＝シュペッサルト地方、ホーホシュペッサルト山地のアルバッハ川の谷に位置している。この町の最高地点はヴィースタールの西に位置するバスヘーエの海抜 419 m、最低地点はアウバッハ川沿いの海抜 197 m である。

### 自治体の構成
この町は2つのオルツタイル（行政上の地区区分）からなる。
- クロンメンタール
- ヴィースタール

ゲマルクング（不動産における地区区分）は、クロンメンタール、パルテンシュタイナー・フォルスト、ヴィースタールである。

### 隣接する町村
| ハインリヒスターラー・フォルスト* （アシャッフェンブルク郡） | フランメルスバッハ | フランメルスバッハー・フォルスト* パルテンシュタイナー・フォルスト* |
|                                                              |                    | フランメルスバッハ                                                  |
| ノイヒュッテン                                               |                    | パルテンシュタイナー・フォルスト*                                   |

- 地名の後に「*」があるのは市町村に属さない地区を示す。
- 郡名が明記されていない市町村、地区はいずれもマイン＝シュペッサルト郡に属す。

## 地名

### 語源
元々の地名 Wiesentau は、中高ドイツ語で「ヨーロッパバイソン」を意味する Wisent と「水辺の草地」を意味する ouwe に由来する。したがって、Bachwiese という名称は、ヨーロッパバイソンがここに住んでいたことを意味している。14世紀になると地名が変化し、Wiesen(bach)tal と呼ばれるようになった。この名前は、この集落がその畔に位置する川ヴィーゼンバッハ（現在のアウバッハ）の谷を意味している。時代によって「荒涼とした」という意味の形容詞 wüeste が現れたり消えたりするが、これは谷の孤立した場所にあることを意味している。

### 古い表記
この町は、様々な古地図や史料に以下のような表記で記されている。
| - 1325年 Wysintau - 1339年 Wisenthau - 1345年 Wisentall - 1358年 Wisental - 1477年 Wüstental - 1525年 Wißtal | - 1526年 Wustenthall - 1637年 Wiesental - 1675年 Wistall - 1694年 Wüsthall - 1810年 Wiesthal - 1832年 Pfarrdorf am Wiesenbache |

## 歴史

### 自治体の成立まで
ヴィースタールは古いガラス職人の集落で、1057年に最初の文献記録が遺されている。かつてはアウバッハ川が、一方はマインツ司教領、もう一方はリーネック伯領に集落を二分していた。リーネック伯領の消滅後、この部分もマインツ選帝侯領となった。マインツ選帝侯領のアムトは1803年にダルベルク侯を支持して世俗化され、1814年にアシャッフェンブルク侯国（フランクフルト大公国の一部として）とともにバイエルン王国に併合された。バイエルン王国の行政改革に伴う1818年の自治体令により現在の自治体が形成された。

### 行政史
1862年にヴィースタールを行政管轄区域に含むベツィルクスアムト・アシャッフェンブルクが創設された。バイエルンのベツィルクスアムト再編に伴い、ヴィースタールは1880年1月1日にベツィルクスアムト・ロール・アム・マインに編入された。1939年にドイツ国全土で「ラントクライス」（郡）の名称が用いられることとなった。ヴィースタールは、ロール・アム・マイン郡の26市町村の1つとなった。ロール・アム・マイン郡廃止によりヴィースタールは、1972年1月1日に新設されたミッテルマイン郡に組み込まれた。この郡はその10か月後に、現在の名称である「マイン＝シュペッサルト郡」と改名された。

### 町村合併
1972年1月1日に、それまで独立した町村であったクロンメンタールが合併した。

## 住民

### 人口推移
- 1961年: 1,346 人
- 1970年: 1,375 人
- 1987年: 1,407 人
- 1991年: 1,428 人
- 1995年: 1,490 人
- 2000年: 1,492 人
- 2005年: 1,450 人
- 2010年: 1,393 人
- 2015年: 1,352 人

## 行政

### 首長
2020年5月1日からカール＝ハインツ・ホフマン (Freie Wähler) が町長を務めている。彼は、2020年3月15日の町長選挙で 87.87 % の票を獲得して町長に選出された。彼の前任者のアンドレアス・ツーシュラーク (Freie Wähler) は2001年7月1日から2020年4月30日まで町長を務めた。

### 議会
ヴィースタールの町議会は、12議席で構成される。

### 紋章
図柄: 交互に現れる合計10本の赤と金の横帯。それを背景に銀のアンドレアス十字。さらにそれを背景にして2本の交差する赤いガラス吹き。

### 姉妹自治体
- ヴァーロシュレード（ハンガリー語版、英語版）（ハンガリー、ヴェスプレーム県）

## 経済と社会資本

### 経済構造
公式統計によれば、2018年時点で働く社会保険支払い義務のある就労者は480人であった。このうち製造業に従事する者は432人、商業・交通業・宿泊業に従事する者は18人、サービス業企業に勤める者は8人、公的・私的サービス業に従事する者は22人であった。また、この町に住む社会保険支払い義務のある就労者は561人であった。
最大の雇用主はヴェンツェル＝プレツィジョンである。

### 交通
町の南に、マイン＝シュペッサルト鉄道のヴィースタール駅がある。

### 教育
- 幼稚園: 2019年の園児数は、定員50人に対して36人であった[9]。
- 基礎課程学校: 2018/19年の学年で、教員数6人、生徒数63人であった[10]